# Anomis tortuosa
Anomis tortuosa är en fjärilsart som beskrevs av Walker 1858. Anomis tortuosa ingår i släktet Anomis och familjen nattflyn. Inga underarter finns listade i Catalogue of Life.